# Nombre de Nusselt
El Nombre de Nusselt (Nu) és un nombre adimensional emprat en l'estudi de l'intercanvi tèrmic per convecció i es defineix com: 
{\displaystyle Nu_{L}={\frac {hL}{k_{f}}}}
on:
- L = longitud característica
- kf = conductivitat tèrmica del fluid
- h = coeficient d'intercanvi tèrmic convectiu

És d'especial rellevància en problemes de convecció tèrmica, ja que la seva determinació permet conèixer el coeficient d'intercanvi convectiu entre el fluid i la paret.
Generalment es considera funció del nombre de Reynolds i del nombre de Prandtl.